# Can Coma (Monistrol de Montserrat)
Can Coma és una obra modernista de Monistrol de Montserrat (Bages) protegida com a Bé Cultural d'Interès Local.

## Descripció
Edifici de planta rectangular i dues altures en façana, planta baixa i primer pis. Destaca el treball de ferro forjat de la façana principal, així com altres elements decoratius de gust modernista. La coberta també és característica, a dues aigües amb el carener pla, on es desenvolupen motius decoratius. És flanquejat per una torre punxeguda. La part del darrere té un petit jardí que dona al riu Llobregat.